# Keith Ridgway
Keith Ridgway (geboren am 2. Oktober 1965 in Dublin) ist ein irischer Schriftsteller.
Ridgway wurde 1965 in Dublin geboren. Über seine frühen Jahre gibt es keine Informationen; literarisch machte er erstmals 1997 mit der in einer irischen Kleinstadt spielenden Erzählung Horses auf sich aufmerksam. Seitdem kamen von ihm mehrere Romane und eine Kurzgeschichtensammlung heraus. Auf Deutsch sind von Ridgway bei Wagenbach seine erste Erzählung Horses und die Kurzgeschichtensammlung Standard Time sowie bei Rauch 2015 der Roman Hawthorn und Child erschienen. Ridgway lebt in London (Stand Sommer 2022).

## Politische Einstellungen
Im Oktober 2024 gehörte Ridgway zu den Unterzeichnern eines Aufrufs zum Boykott israelischer Kulturinstitutionen, „die an der überwältigenden Unterdrückung der Palästinenser mitschuldig sind oder diese stillschweigend beobachtet haben“.

## Auszeichnungen (Auswahl)
- 2001 – Prix Femina Étranger für Mauvaise Pente (franz. Ausgabe von The Long Falling)
- 2001 – Prix du premier roman étranger für Mauvaise Pente
- 2001 – Rooney Prize for Irish Literature für Standard Time
- 2003 – Nominierung von The Parts als “Irish Book of the Year”[3]
- 2022 – James Tait Black Memorial Prize for Fiction für A Shock[4]

## Werke
- Horses, Erzählung, Faber First Fictions, Faber & Faber, London 1997[5]
  - dt. Wolkenpferde, Wagenbach, Berlin 2006, ISBN 978-3-8031-2541-5
- The Long Falling, Roman, Faber & Faber, London 1998
- Fruit, Story in der Anthologie “Circa 2000: Gay Fiction at the Millennium”, Alyson Books, New York City 2000, ISBN 1555835171
- Standard Time, Kurzgeschichten, Faber & Faber, London 2001
  - dt. Normalzeit. Erzählungen, Wagenbach, Berlin 2007, ISBN 978-3-8031-3209-3[6]
- The Parts, Roman, Faber & Faber, London 2003
- Animals, Roman, 4th Estate, London 2006
- Hawthorn & Child, Roman, New Directions, New York City 2013
  - dt. Hawthorn und Child. Roman. Aus dem Engl. von Jan Valk. Karl Rauch, Düsseldorf 2015, ISBN 978-3-7920-0363-3
- A Shock. Roman, Picador, London 2021, ISBN 978-1-5290-6479-7.